# Alpesi mák
Az alpesi mák (Papaver alpinum) a boglárkavirágúak (Ranunculales) rendjébe és a mákfélék (Papaveraceae) családjába tartozó faj.

## Elterjedése, élőhelye
Az Alpokban honos. Fagytűrő. A talaj kémhatására sem érzékeny, meszes talajon is megél. A szárazságot jól tűri, de a legjobban nedves, termékeny talajon fejlődik.

## Megjelenése, életmódja
Felálló, levéltelen, szőrös szára alig 20 cm-re magasodik föl. Erősen szabdalt levelei a páfrányéra emlékeztetnek. Virágai fehérek, rózsaszínűek vagy narancssárgák; porzóik jellegzetesen befelé görbülnek.
Késő tavasztól nyár közepéig nyílik. Bár az egyes virágok csak pár napig élnek, ha az elnyílt virágfejeket folyamatosan leszedjük, hosszan virágzik.

## Felhasználása
Dísznövénynek ültetik, főleg sziklakertekben — elég ritkán.

## Alfajok, változatok
- P. a. subsp. alpinum (törzsváltozat)
- P. a. subsp. kerneri
- P. a. subsp. rhaeticum
- P. a. subsp. sendtneri

Hibridje: Papaver × murbeckii E.G.Camus

## Képek

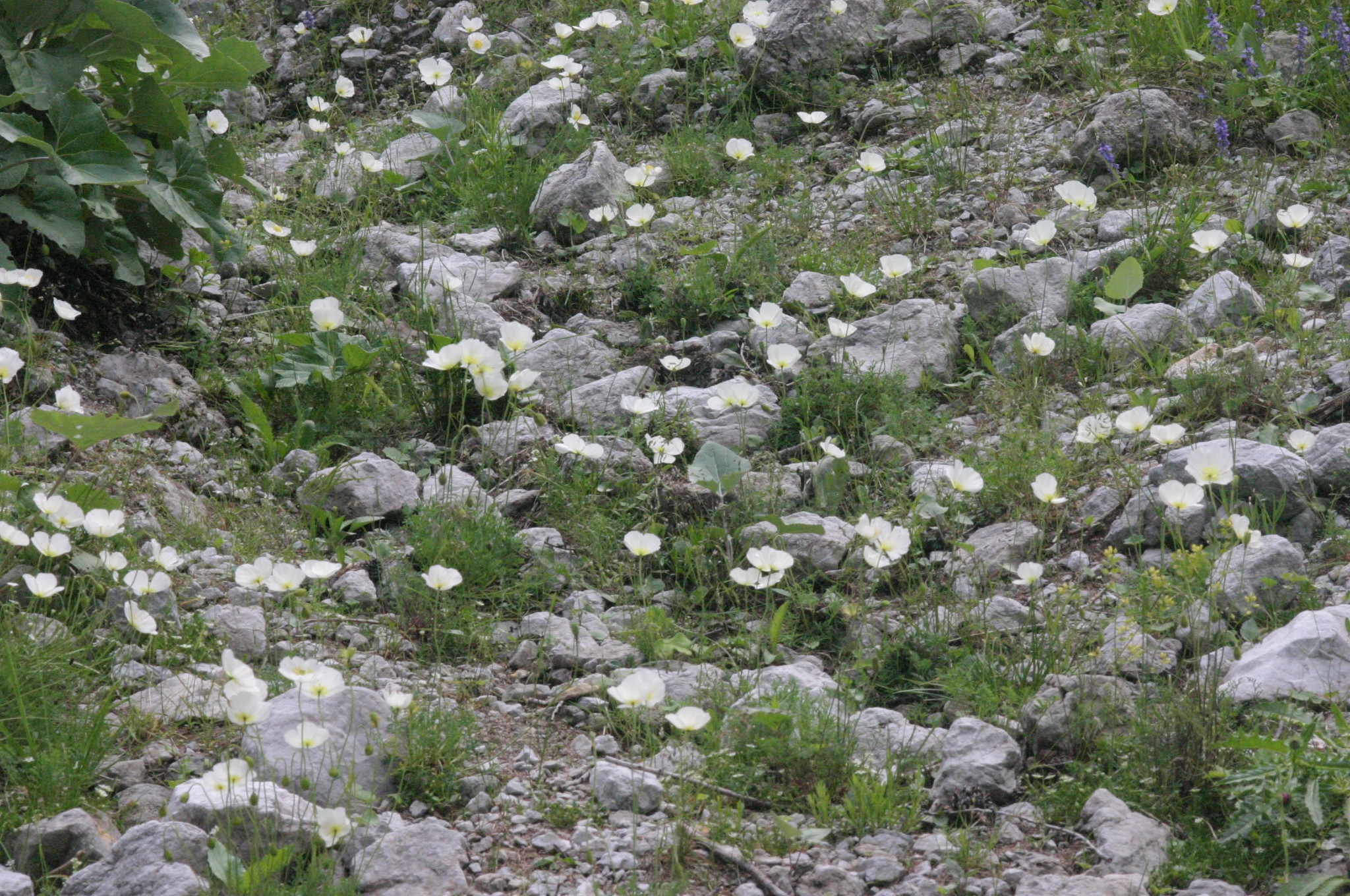
Termőhelyén, Ausztria
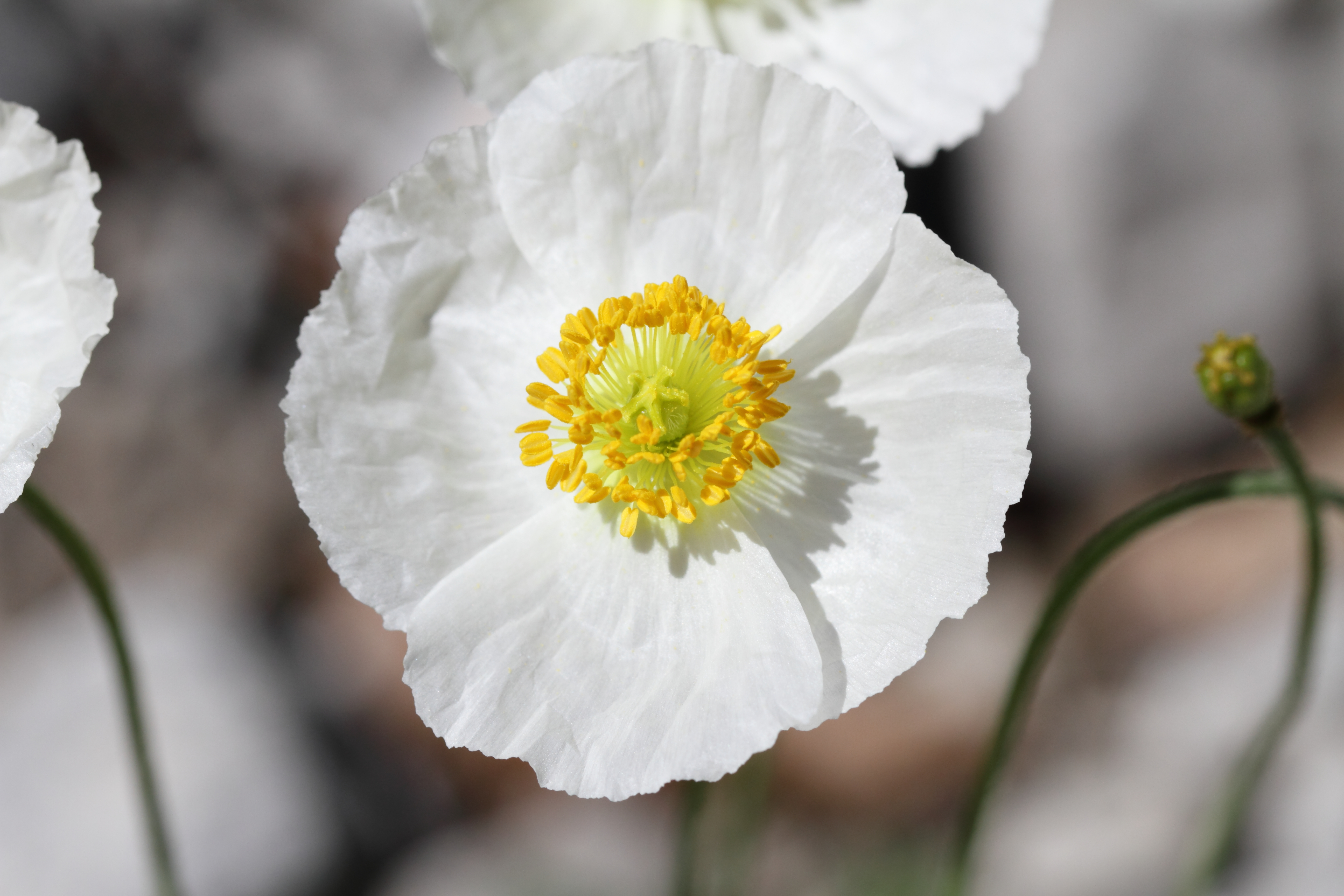
Virága
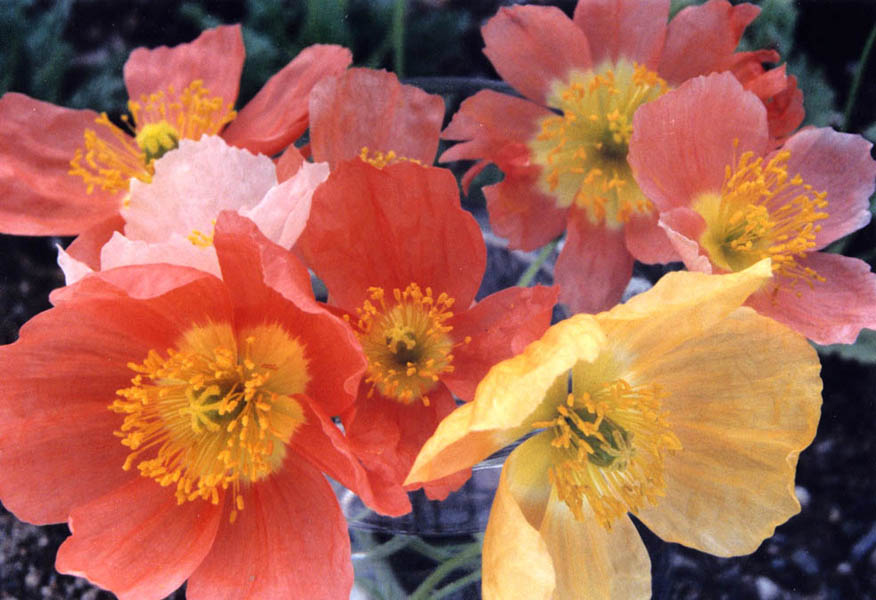
Színformák